# Адам Серенсен
Адам Серенсен (дан. Adam Sørensen, нар. 11 листопада 2000, Герлев, Данія) — данський футболіст, фланговий захисник клубу «Оденсе».

## Ігрова кар'єра

### Клубна
Займатися футболом Адам Серенсен почав у своєму рідному місті Герлев. У 2011 році він приєднався до футбольної школи клубу «Люнгбю», де пройшов через всі молодіжні команди. 3 березня 2018 року Серенсен дебютував в основі у матчі чемпіонату Данії. У віці 17 років і 112 днів Адам став наймолодшим дебютантом «Люнгбю» в данській Суперлізі.
У червні 2020 року Серенсен отримав важку травму хрестоподібних зв'язок, через шо змушений був пропустит більше року ігрового часу.
У січні 2023 року Серенсен підписав контракт на п'ять років з норвезьким клубом «Буде-Глімт» і 10 квітня зіграв першу гру в новій команді в чемпіонаті Норвегії. Також в сезоні футболіст брав участь у матчах Ліги конференцій. В тому ж сезоні в складі «Буде-Глімт» Серенсен виграв національний чемпіонат Норвегії.
В кінці грудня 2024 року перейшов у «Оденсе», підписавши контракт на чотири з половиною роки.

### Збірна
З 2015 року Адам Серенсен захищав кольори юнацьких збірних Данії.

## Титули
Буде-Глімт
 Чемпіон Норвегії: 2023